# Sân bay Tougan
Sân bay Tougan (IATA: TUQ, ICAO: DFOT) là một sân bay ở Tougan, Burkina Faso.